# Kircha Archangielska
Kircha Archangielska (ros. Архангельская Кирха; mała sala Pomorskiej Filharmonii Państwowej, do Rewolucji październikowej Kościół luterański św. Katarzyny) - były kościół luterański, znajdujący się w centrum Archangielska. Wewnątrz znajdują się organy rozciągające się na całą wysokość budynku. Obecnie stanowi salę kameralną Pomorskiej Filharmonii Państwowej.

## Historia
Od początku aktywnego handlu przechodzącego przez Archangielsk, w mieście przez cały czas znajdowała się duża liczba cudzoziemskich kupców. W niemieckiej słobodzie żyło wielu ludzi posługujących się językiem niemieckim, którzy wyznawali luteranizm. W 1768 wybudowany został kościół luterański pw. św. Katarzyny. W okresie sowieckim przekształcono go na filharmonię. Obecnie w kirsze mają miejsce rozliczne koncerty muzyki poważnej i organowej, a także odbywają się uroczystości.